# Amfiteater Serdika
Amfiteater Serdika (latinsko Amphitheatrum Serdicense; bolgarsko Амфитеатър на Сердика, latinizirano: Amfiteatar na Serdika) je bil amfiteater v starorimskem mestu Ulpia Serdica, danes Sofija, glavno mesto Bolgarije. Ruševine amfiteatra, ki so bile odkrite leta 2004 in predmet izkopavanj v letih 2005 in 2006, ležijo na dveh sosednjih lokacijah v središču sodobne Sofije. Amfiteater je bil zgrajen v 3.–4. stoletju našega štetja na vrhu gledališča iz 2.–3. stoletja, ki so ga opustošili Goti. Vendar pa je amfiteater ostal v uporabi manj kot stoletje in je bil opuščen do 5. stoletja.
Amfiteater v Serdiki je bil med največjimi v vzhodnem delu rimskega cesarstva in največji v današnji Bolgariji. Ležal je zunaj mestnega obzidja Serdike in je gostil boje med gladiatorji in divjimi zvermi, ki so se oglašali na vhodu v mesto.

## Zgodovina
Amfiteater v Serdiki je bil zgrajen nad prejšnjim rimskim gledališčem, ki je bilo zgrajeno v 2. ali 3. stoletju našega štetja. Njegove ruševine so odkrili 5 metrov pod ruševinami amfiteatra.
Gledališče, široko 55 m, je bilo morda zgrajeno sočasno z obrambnim obzidjem Serdike pod Komodom (vladal 177–192). Deloval je v času vladavine Septimija Severa (vladal 193–211) in Karakale (vladal 198–217); prvi je gledališče morda obiskal s svojo družino leta 202 ali 209. Vendar pa je v prvi polovici leta 268 gotski napad opustošil in požgal gledališče, zaradi česar so ga trajno zapustili.
Kot dokazujejo najdbe kovancev in keramike, vključno z redkim bronastim medaljonom Antinoja, je bil amfiteater zgrajen na vrhu ruševin gledališča v dveh fazah v poznem 3. in zgodnjem 4. stoletju našega štetja pod rimskimi cesarji Dioklecijanom (vladal 284–305) in Konstantinom I. (vladal 306–337).
Sam amfiteater je bil v uporabi manj kot stoletje, saj so ga v 5. stoletju opustili, morda zaradi protipoganske politike Teodozija I. (vladal 379–395). V 5. in 6. stoletju so barbarski osvajalci postavili svoje domove znotraj nekdanje arene, v osmanskem obdobju (konec 14.–19. stoletja) pa so jo uporabljali kot vir gradbenega materiala za nova stanovanja.

## Odkritje
O obstoju rimskega amfiteatra v starodavni Serdiki so domnevali že od leta 1919, ko so v bližini današnje stavbe Sveta ministrov Bolgarije izkopali kamnito ploščo, ki prikazuje fasado amfiteatra in boje med gladiatorji in divjimi živalmi. Plošča prikazuje krokodile, medvede, bike in divje mačke, ki sodelujejo v bojih. Stal naj bi ob vhodu v rimsko Serdiko, da bi služil kot reklama za te dogodke. Plošča je trenutno razstavljena v Narodnem arheološkem inštitutu z muzejem Bolgarije v istem mestu.
Leta 2004 je bil amfiteater po naključju odkrit med zgodnjo gradnjo hotela Arena di Serdica. V sodobni mestni pokrajini Sofije ležijo ruševine južno od Bulevarja kneza Aleksandra Dondukova, med sedežem Goethe-Instituta in veleposlaništvom Združenega kraljestva.
Julija 2006 so pri kopanju temeljev poslovne stavbe nacionalnega električnega podjetja v bližini naleteli na nadaljnje dele arene. Vzhodni vhod in del amfiteatra v hotelskem sklopu, ki obsega približno šestino celotnega objekta, so ohranili in vključili v pritličje hotela. Čez dan je prosto dostopen za turiste, razen ob ponedeljkih in vključuje manjše razstave kovancev in keramike, odkrite na mestu.
Leta 2007 so na parceli Nacionalne električne družbe izkopali zahodni vhod in sosednji del amfiteatra. Začela se je akcija preprečevanja gradnje načrtovanega objekta na tem mestu.

## Opis
S svojimi prvotnimi merami 60,5 m × 43 m se osrednja arena amfiteatra v Serdiki običajno navaja kot približno 10 m manjša od Koloseja v cesarski prestolnici Rim. Vendar je to napačno, saj Kolosej meri 87 krat 55 metrov in mnogi tudi drugi amfiteatri so večji od Serdike.
Amfiteater je bil veliko večji od dveh drugih rimskih amfiteatrov v sodobni Bolgariji, v Diocletianopolisu (Hisarja) in Marcianopolisu (Devnja). Kar zadeva arhitekturo, je bil amfiteater primerljiv z Arènes de Lutèce v sodobnem Parizu v Franciji in je bil zasnovan za največjo udeležbo od več kot 20.000 do približno 25.000. Tako kot arene v sredozemski regiji ima amfiteater v Serdiki orientacijo vzhod–zahod. Ležal je zunaj mestnega obzidja Serdike.
Lex Roscia theatralis za visoke rimske uradnike je ležala v južnem delu amfiteatra, blizu današnje Narodne galerije umetnosti. Amfiteater je imel dvoje glavnih vrat, z zahoda in vzhoda, povezanih s podzemnim vodnim kanalom. Ocenjuje se, da so bila zahodna vrata, ki dosegajo 3,5 m v širino, zaključena z lokom visokim 5 m. Med izkopanimi in ohranjenimi ruševinami so glavni vhod, podzemni nivo, del glavnega dela z najmanj sedmimi sedeži za gledalce in vrata za vstop živali v areno. Pri gradnji vsaj dela amfiteatra je bila uporabljena tehnika gradnje opus mixtum. Predmeti, odkriti med izkopavanji v amfiteatru, vključujejo kosti medveda in merjasca, stotine bronastih kovancev in glinene kamne z odtisi stopal koz, psov in mačk.